# Http
مجله معمارانه ازاسفند  سال 1402 منتشر شد. مجله بصورت دیجیتالی  به دو زبان فارسی و انگلیسی و دو شماره در سال با هدف معرفی فعالیت های فارغ التحصیلان دانشکده معماری و شهرسازی  دانشگاه ملی در بازه زمانی 1339 الی 1358 تهیه می گردد. علاوه بر آن اخبار مرتبط با جایزه معماری آقاخان و فعالیت های سایر معماران مطرح ایران و جهان را پوشش می دهد. 
1. ↑  «معمار ملی – معمار ملی». دریافت‌شده در ۲۰۲۵-۰۸-۱۸.